# Aziridin
Aziridiny jsou organické sloučeniny obsahující aziridinovou funkční skupinu, tříčlenný heterocyklus s jednou aminoskupinou a dvěma methylenovými skupinami. Výchozí sloučeninou je aziridin (též ethylenimin nebo azacyklopropan) se sumárním vzorcem C2H5N.

## Struktura
Vazebné úhly v aziridinu jsou přibližně 60°, podstatně méně než je normální uhlovodíkový vazebný úhel 109,5°, proto je úhlové napětí srovnatelné s molekulami cyklopropanu a oxiranu. Vazby v takových sloučeninách lze vysvětlit na banánovém modelu vazeb. Aziridin je méně zásaditý než acyklické alifatické aminy, jeho pKa pro konjugované kyseliny je 7,9, a to díky posílenému s-charakteru volného elektronového páru dusíku. Úhlové napětí v aziridinu zvyšuje i bariéru k dusíkové inverzi. Výška této bariéry umožňuje izolaci samostatných invertomerů, například cis a trans invertomerů N-chlor-2-methylaziridinu.

## Nebezpečí pro zdraví
Toxikologické vlastnosti určité aziridinové sloučeniny závisí na její struktuře a aktivitě, hlavní charakteristiky jsou však pro aziridiny společné. Jakožto elektrofily podléhají aziridiny otevírání kruhu endogenními nukleofily, například dusíkatými bázemi v párech DNA, což vede k potenciální mutagenitě.

### Expozice
Bylo hlášeno, že používání ochranných rukavic nezabránilo průchodu aziridinu. Je proto důležité, aby uživatelé kontrolovali dobu průchodu skrz rukavice a dávali zvlášť velký pozor, aby nedošlo ke kontaminaci při snímání rukavic.

### Karcinogenita
IARC řadí aziridinové sloučeniny jako možné karcinogeny pro člověka (Skupina 2B). Při kompletní evaluaci brala pracovní skupina IARC v úvahu, že aziridin je přímo účinkující alkylační činidlo, které je mutagenní na široké škále testovaných systémů a tvoří adukty DNA, které jsou promutagenní.

### Dráždivost
Aziridiny dráždí sliznice (oči, nosní sliznici, dýchací soustavu) a kůži.

### Senzibilizace
Aziridin při styku s kůží skrz ni rychle prochází. Způsobuje alergickou kontaktní dermatitidu a kopřivku. V dýchacím ústrojí vyvolává astma.